# بورلاکی
بورلاکی (به لهستانی:  Burlaki) یک روستا در لهستان است که در گمینا زاتوره واقع شده‌است.